# Brian Tochi
Brian Keith Tochihara, conocido artísticamente como Brian Tochi (2 de mayo de 1963 en Los Ángeles, Estados Unidos), es un actor, guionista, director y productor estadounidense de origen japonés. Debutó a finales de 1960 y los años 70 en varias series televisivas y anuncios.
A lo largo de su carrera se hizo conocido por interpretar personajes japoneses como Takashi de Revenge of the Nerds y  el cadete y agente Tomoko Nogata de la tercera y cuarta película de Loca academia de policía y también por ser la voz de Leonardo: personaje de Las tortugas ninja

## Biografía

### Primeros años
Tochi nació en Los Ángeles, California y es hijo de Joe Isao Tochihara, dueño de una conocida peluquería de la ciudad y de Jane Yaeko. Durante la Segunda Guerra Mundial, sus padres permanecieron internados en campos de concentración como prisioneros de guerra. Mientras Tochi era joven se mudó con su familia a Orange County y tuvo que compaginar sus estudios escolares con la carrera cinematográfica. Tras graduarse, se matriculó en las universidades USC, UCLA y UCI.

### Carrera
Debido a su ascendencia japonesa, Tochi ha interpretado a personajes de varias nacionalidades del Asia Oriental imitando el acento dependiendo del país del personaje. Su idioma materno es el inglés con un decente acento americano. Tras empezar con su carrera, se convirtió en uno de los rostros de Asia Oriental más conocidos por la audiencia abriendo al mismo tiempo, las puertas a otros actores de la región asiática además de transmitir mensajes de que los actores orientales tienen habilidades para aparecer en papeles más importantes. 
Tochi entró en el mundo del entretenimiento cuando era niño. En el salón de belleza en el que trabajaba su padre acudían varios rostros famosos entre los que se incluían Lana Turner, Hedy Lamarr, Lucille Ball, Judy Garland, Petula Clark y Patty Duke. Uno de sus clientes era un representante de actores infantiles con el que firmó un contrato.
Su primer papel fue como artista invitado en la serie He & She, donde interpretaba a un hijo adoptado. También compartió reparto con Jack Cassidy, Kenneth Mars y Hamilton Camp entre 1967 y 1968. Ese mismo año aparecería en el episodio de la tercera temporada de Star Trek: The Original Series: And the Children Shall Lead. Otros apariciones notables fueron en The Brady Bunch, The Patridge Family y Adam-12
El debut de Tochi como actor habitual fue con el papel del hijo mayor de Yul Brynner y príncipe heredero Chulalongkorn en la adaptación televisiva de Anna and the King de Rodgers y Hammerstein emitida por CBS protagonizada por Samantha Eggar y Keye Luke. Aunque su trayectoria en las series fue breve, Tochi y Brynner siguieron siendo amigos hasta el fallecimiento del segundo en 1985. En 1972 apareció en la serie El Clan Chan compartiendo plató con una joven Jodie Foster.
Una vez finalizadas ambas series, sus apariciones como artista invitado continuaron con The Streets of San Francisco y Kung Fu, esta última con David Carradine y el cual le animo a dirigir el episodio The Demon God siendo este el que más protagonismo tuvo de los tres en los que colaboró. Tochi también interpretó a un agente encubierto en la serie Police Stories en NBC y en la serie de Robert Young: Marcus Welby, M.D..
A mediados de los años 70, Tochi saltaría a los escenarios volviendo a interpretar su papel del príncipe heredero Chulalongkorn con la obra musical de El Rey y yo en el Pabellón Dorothy Chandler situado en el Centro Cívico Opera de Los Ángeles. Más tarde compartiría cartel con Ricardo Montalbán en El rey de Siam, yendo de gira con él. Cuando finalizaron los programas teatrales, los dos continuaron en contacto.
Entre 1977 y 1979 volvería a la televisión con Space Academy. Trabajar junto a Jonathan Harris le sirvió para desenvolverse mejor en las interpretaciones. Durante su descanso en la serie, le preguntaron si tenía tiempo para visitar el plató de Space Academy para grabar un "Detrás de las escenas". Más tarde aparecería como reportero en el magazine Razzmatazz en la CBS y sería parte del equipo de producción de 60 Minutes. A principios de los años 80 participaría en cuatro temporadas de la serie The Rocky Horror Picture Show tras reemplazar a Barry Bostwick, el cual quería centrarse en otras producciones.
Entre sus trabajos más destacados figuran Wonder Woman y Hawaii Five-O, We're Fighting Back y las telenovelas St. Elsewhere y Santa Barbara. Más tarde interpretaría a varios personajes de Star Trek: la nueva generación siendo uno de los muchos actores que han aparecido en la primera secuela y el consecuente spin of. Además también estuvo presente en The New Twilight Zone.
Durante un breve periodo de tiempo, compartió plató con Patrick Swayze en The Renegades, donde interpretó a un maestro de artes marciales y antiguo líder de una banda callejera llamada Dragón. Más tarde pasaría a formar parte del equipo técnico de la serie y produjo el programa Channel One News. Durante dos años y medio, sus responsabilidades fueron in crescendo hasta ser director y guionista. Más tarde pasaría a ser Corresponsal internacional.
En 2004, Tochi escribiría, produciría y dirigiría Tales of a Fly on the Wall, una serie de acción en directo protagonizada por algunos amigos entre los que figuraban los actores Roscoe Lee Browne, Curtis Armstrong y Leslie Easterbrook con la que compartió cartel en la tercera y cuarta película de la serie Loca academia de policía. En 2005 fue galardonado en el Film Festival’s Hollywood Screenplay Awards.